# Yanaizu
Yanaizu (japanska: 柳津町?, Yanaizu-machi) är en landskommun (köping) i Fukushima prefektur i Japan.  